# Accons

Accons este o comună în departamentul Ardèche din sud-estul Franței. În 1 ianuarie 2022 avea o populație de 365 de locuitori.